# Lista dos campeões estaduais de futebol do Brasil em 2022
A lista a seguir traz dados acerca dos campeonatos estaduais de futebol realizados no Brasil em 2022.
Significados das colunas:
- Estado: nome do estado, listados em ordem alfabética.
- Copa do Brasil 2023: times classificados para a Copa do Brasil em sua edição de 2023 pelo Campeonato Estadual. [Ordem alfabética]
- Série D 2023: times classificados para o Campeonato Brasileiro de Futebol - Série D em sua edição de 2023.
- Final: placares dos jogos finais ou, em caso de não ter havido final, a vantagem do campeão ao final do campeonato.
- Rebaixados: times rebaixados para a divisão inferior (Segunda Divisão, Série B, Módulo II, Série A2) de 2023.

## Estaduais
| Estado | Campeão/Artilheiro | Vice-campeão         | Copa do Brasil 2023                              | Série D 2023                             | Final                                                                | Rebaixados                                         |
| ------ | --- | -------------------- | ------------------------------------------------ | ---------------------------------------- | -------------------------------------------------------------------- | -------------------------------------------------- |
| AC     | Humaitá (1° título) Fabinho (Humaitá) 7 gols | São Francisco-AC     | Humaitá São Francisco-AC                         | Humaitá São Francisco-AC                 | Hexagonal final                                                      |                                                    |
| AL     | CRB (32° título) Rodrigo Rodrigues (CSA) 8 gols                                                                                                  | ASA                  | ASA CRB CSA                                      | ASA Cruzeiro de Arapiraca                | CRB 2 x 1 ASA 0 x 2 CRB                                              | Jacyobá                                            |
| AM     | Manaus (5° título - 2º consec.) Max (Princesa do Solimões) 9 gols                                                                                | Princesa do Solimões | Manaus Princesa do Solimões                      | Nacional-AM Princesa do Solimões         | Manaus 2 x 1 Princesa do Solimões 1 x 2 Manaus                       | Clipper JC Penarol São Raimundo-AM                 |
| AP     | Trem (7° título - 2º consec.) Tony Love (Ypiranga-AP) 7 gols                                                                                     | Independente-AP      | Trem                                             | Trem                                     | Independente-AP 2 x 2 Trem 1 (9) x (8) 1 Independente-AP             |                                                    |
| BA     | Atlético de Alagoinhas (2° título - 2º consec.) Miller (Atlético de Alagoinhas) 6 gols                                                           | Jacuipense           | Atlético de Alagoinhas Bahia de Feira Jacuipense | Atlético de Alagoinhas Jacuipense        | Atlético de Alagoinhas 1 x 1 Jacuipense 0 x 2 Atlético de Alagoinhas | UNIRB Vitória da Conquista                         |
| CE     | Fortaleza (45° título - 4º consec.) Édson Cariús (Ferroviário) 9 gols                                                                            | Caucaia              | Caucaia Ferroviário                              | Caucaia Iguatu Pacajus                   | Caucaia 0 x 0 Fortaleza 4 x 0 Caucaia                                | Crato Icasa                                        |
| DF     | Brasiliense (11° título - 2º consec.) Marcão (Brasiliense) 9 gols                                                                                | Ceilândia            | Brasiliense Ceilândia                            | Brasiliense Ceilândia                    | Brasiliense 2 x 1 Ceilândia 1 x 1 Brasiliense                        | Luziânia Unaí                                      |
| ES     | Real Noroeste (2° título - 2º consec.) Xandinho (Serra) 8 gols                                                                                   | Vitória-ES           | Real Noroeste                                    | Real Noroeste Vitória-ES                 | Vitória-ES 0 x 0 Real Noroeste 1 x 0 Vitória-ES                      | CTE Colatina Rio Branco VN                         |
| GO     | Atlético Goianiense (16° título) Nicolas (Goiás) 8 gols                                                                                          | Goiás                | Atlético Goianiense Goiás Vila Nova              | Anápolis CRAC Iporá                      | Atlético Goianiense 1 x 0 Goiás 1 x 3 Atlético Goianiense            | Goiatuba Jataiense                                 |
| MA     | Sampaio Corrêa (36° título - 3º consec.) Ulisses (Cordino) 8 gols                                                                                | Cordino              | Cordino Sampaio Corrêa                           | Cordino                                  | Cordino 1 x 1 Sampaio Corrêa 0 (4) x (3) 0 Cordino                   | Juventude Samas Tuntum                             |
| MT     | Cuiabá (11° título - 2° consec) Peu (Sport Sinop) / Rodriguinho (Cuiabá) 8 gols                                                                  | União Rondonópolis   | Cuiabá União Rondonópolis                        | União Rondonópolis                       | União Rondonópolis 2 x 3 Cuiabá 4 x 0 União Rondonópolis             | Ação Sorriso                                       |
| MS     | Operário-MS (12° título) Firmino (Naviraiense) 13 gols                                                                                           | Naviraiense          | Operário-MS                                      | Operário-MS                              | Hexagonal final                                                      | Águia Negra União ABC                              |
| MG     | Atlético Mineiro (47° título - 3º consec.) Hulk (Atlético Mineiro) 10 gols                                                                       | Cruzeiro             | Athletic Caldense Democrata GV Tombense          | Athletic Caldense Democrata GV           | Atlético Mineiro 3 x 1 Cruzeiro                                      | Uberlândia URT                                     |
| PA     | Remo (47° título) Paulo Rangel (Tuna Luso) 9 gols                                                                                                | Paysandu             | Águia de Marabá Remo Tuna Luso                   | Águia de Marabá Tuna Luso                | Remo 3 x 0 Paysandu 3 x 1 Remo                                       | Amazônia Paragominas                               |
| PB     | Campinense (22° título - 2º consec.) (Invicto) Olávio (Campinense) 11 gols                                                                       | Botafogo-PB          | Botafogo-PB Campinense                           | Nacional de Patos Sousa                  | Botafogo-PB 1 x 2 Campinense 1 x 0 Botafogo-PB                       | Atlético Cajazeirense Sport-PB                     |
| PR     | Coritiba (39° título) Léo Gamalho (Coritiba) 7 gols                                                                                              | Maringá              | Coritiba Londrina Maringá Operário-PR            | FC Cascavel Maringá São Joseense         | Maringá 1 x 2 Coritiba 4 x 2 Maringá                                 | Paraná União                                       |
| PE     | Náutico (24° título - 2º consec.) Renato Henrique (Retrô) 7 gols                                                                                 | Retrô                | Náutico Retrô Santa Cruz                         | Retrô Santa Cruz                         | Náutico 0 x 1 Retrô 0 (2) x (4) 1 Náutico                            | Sete de Setembro Vera Cruz                         |
| PI     | Fluminense-PI (1° título) Mário Sérgio (Fluminense-PI) 15 gols                                                                                   | Parnahyba            | Fluminense-PI Parnahyba                          | Fluminense-PI Parnahyba                  | Parnahyba 0 x 1 Fluminense-PI 0 x 1 Parnahyba                        | Flamengo-PI Oeirense                               |
| RJ     | Fluminense (32° título) Gabriel Barbosa (Flamengo) 9 gols                                                                                        | Flamengo             | Botafogo Nova Iguaçu Resende Vasco da Gama       | Nova Iguaçu Resende                      | Flamengo 0 x 2 Fluminense 1 x 1 Flamengo                             | Volta Redonda                                      |
| RN     | ABC (57° título) Wallyson (ABC) 12 gols | América de Natal     | ABC América de Natal                             | Globo Potiguar de Mossoró                | América de Natal 2 x 2 ABC 4 x 2 América de Natal                    | ASSU                                               |
| RS     | Grêmio (41° título - 5º consec.) Erick (Ypiranga de Erechim) 6 gols                                                                              | Ypiranga de Erechim  | Brasil de Pelotas Grêmio Ypiranga de Erechim     | Aimoré Caxias Novo Hamburgo              | Ypiranga de Erechim 0 x 1 Grêmio 2 x 1 Ypiranga de Erechim           | Guarany de Bagé União Frederiquense                |
| RO     | Real Ariquemes (3° título) Ariel (Porto Velho) / Cristiano (União Cacoalense) / Léo Mineiro (Real Ariquemes) / Yan Philippe (Porto Velho) 4 gols | União Cacoalense     | Real Ariquemes                                   | Real Ariquemes                           | União Cacoalense 0 x 1 Real Ariquemes 1 x 1 União Cacoalense         |                                                    |
| RR     | São Raimundo-RR (13° título - 7º consec.) Branco (Rio Negro-RR) / Fininho (São Raimundo-RR) / Rian (São Raimundo-RR) 5 gols                      | Náutico-RR           | São Raimundo-RR                                  | São Raimundo-RR                          | São Raimundo-RR venceu os 2 turnos                                   |                                                    |
| SC     | Brusque (2° título) Alex Sandro (Brusque) 10 gols                                                                                                | Camboriú             | Brusque Camboriú                                 | Camboriú Concórdia Hercílio Luz          | Camboriú 1 x 1 Brusque 0 x 0 Camboriú                                | Juventus de Jaraguá Próspera                       |
| SP     | Palmeiras (24° título) Ronaldo (Inter de Limeira) 9 gols                                                                                         | São Paulo            | Guarani Ituano Red Bull Bragantino São Bernardo  | Ferroviária Inter de Limeira Santo André | São Paulo 3 x 1 Palmeiras 4 x 0 São Paulo                            | Novorizontino Ponte Preta                          |
| SE     | Sergipe (36° título - 2º consec.) Renan Gorne (Confiança) 11 gols                                                                                | Falcon               | Falcon Sergipe                                   | Falcon Sergipe                           | Falcon 1 x 2 Sergipe 1 x 1 Falcon                                    | Boca Júnior Maruinense                             |
| TO     | Tocantinópolis (5° título - 2º consec.) Jheimy (Tocantinópolis) 9 gols                                                                           | Interporto           | Tocantinópolis                                   | Interporto Tocantinópolis                | Interporto 0 x 0 Tocantinópolis 3 x 0 Interporto                     | Araguacema Gurupi NC/Paraíso Tocantins de Miracema |

## Turnos Estaduais
| Campeonato                    | Primeiro Turno                     | Segundo Turno                               |
| ----------------------------- | ---------------------------------- | ------------------------------------------- |
| Campeonato Carioca - Série A2 | Taça Santos Dumont / Volta Redonda | Taça Corcovado / Olaria                     |
| Campeonato Maranhense         | Primeiro Turno / Sampaio Corrêa    | Segundo Turno / Cordino                     |
| Campeonato Potiguar           | Copa Cidade de Natal / ABC         | Copa Rio Grande do Norte / América de Natal |
| Campeonato Rondoniense        | Primeira Fase / Real Ariquemes     | Segunda Fase / União Cacoalense             |
| Campeonato Roraimense         | Primeiro Turno / São Raimundo-RR   | Segundo Turno / São Raimundo-RR             |

## Torneios Extra
| Estado          | Competição                                                    | Campeão                        | Vice-Campeão | Outros participantes                             |
| --------------- | ------------------------------------------------------------- | ------------------------------ | ------------ | ------------------------------------------------ |
| CE - (Detalhes) | Taça Padre Cícero                                             | Caucaia (1º título)            | Iguatu       | —                                                |
| MG - (Detalhes) | Campeonato Mineiro do Interior                                | Athletic (1° título)           | Caldense     | —                                                |
| MG - (Detalhes) | Taça Inconfidência                                            | Democrata GV (1° título)       | Tombense     | América Mineiro Villa Nova                       |
| RJ - (Detalhes) | Taça Guanabara                                                | Fluminense (11º título)        | Flamengo     | —                                                |
| RJ - (Detalhes) | Taça Rio                                                      | Resende (1º título)            | Nova Iguaçu  | Audax Rio Portuguesa-RJ                          |
| RJ - (Detalhes) | Taça Independência (Troféu José Luiz de Magalhães Lins Filho) | Nova Iguaçu (1º título)        | Resende      | —                                                |
| RS - (Detalhes) | Campeonato do Interior Gaúcho                                 | Brasil de Pelotas (11º título) | —            | —                                                |
| SP - (Detalhes) | Campeonato Paulista do Interior                               | Ituano (2º título)             | Botafogo-SP  | Água Santa Ferroviária Inter de Limeira Mirassol |

## Divisões de Acesso
| Estado | Divisão           | Campeão                         | Promovidos                                     | Rebaixados                                                  |
| ------ | ----------------- | ------------------------------- | ---------------------------------------------- | ----------------------------------------------------------- |
| AL     | Segunda Divisão   | Coruripe (2° título)            | Coruripe                                       |                                                             |
| AM     | Segunda Divisão   | Rio Negro-AM (3° título)        | Parintins Rio Negro-AM                         |                                                             |
| BA     | Segunda Divisão   | Itabuna (2° título)             | Itabuna Jacobinense                            | Atlético Universitário Grapiúna                             |
| CE     | Série B           | Guarani de Juazeiro (3° título) | Barbalha Guarani de Juazeiro                   | Cariri Maranguape                                           |
| CE     | Série C           | Pacatuba (2° título)            | Crateús Pacatuba                               |                                                             |
| DF     | Segunda Divisão   | Samambaia (3° título)           | Real Brasília Samambaia                        |                                                             |
| ES     | Série B           | Atlético Itapemirim (1° título) | Atlético Itapemirim Porto Vitória              |                                                             |
| GO     | Divisão de Acesso | Inhumas (1° título)             | Goiânia Inhumas                                | Cerrado Itumbiara                                           |
| GO     | Terceira Divisão  | Santa Helena (2° título)        | Centro Oeste Santa Helena                      |                                                             |
| MA     | Segunda Divisão   | Maranhão (2° título)            | Chapadinha Maranhão                            | Expressinho ITZ Sport JV Lideral Santa Quitéria             |
| MT     | Segunda Divisão   | Mixto (2° título)               | Cacerense Mixto                                |                                                             |
| MS     | Série B           | Operário AC (2° título)         | Ivinhema Novo Operário AC                      |                                                             |
| MG     | Módulo II         | Democrata-SL (2° título)        | Democrata-SL Ipatinga                          | Coimbra Uberaba                                             |
| MG     | Segunda Divisão   | North (1° título)               | Itabirito North                                |                                                             |
| PA     | Segunda Divisão   | Cametá (1° título)              | Cametá São Francisco-PA                        | Altamira Grêmio Carajás Paraense Pedreira Pinheirense Vênus |
| PB     | Segunda Divisão   | Serra Branca (1° título)        | Queimadense Serra Branca                       | Femar Serrano-PB                                            |
| PB     | Terceira Divisão  | Pombal (1° título)              | Esporte de Patos Pombal                        |                                                             |
| PR     | Segunda Divisão   | Foz do Iguaçu (1° título)       | Aruko Foz do Iguaçu                            | Prudentópolis Verê                                          |
| PR     | Terceira Divisão  | Grêmio Maringá (1° título)      | Grêmio Maringá Patriotas                       |                                                             |
| PE     | Série A2          | Central (2° título)             | Belo Jardim Central Maguary Petrolina Porto-PE |                                                             |
| PI     | Segunda Divisão   | Comercial-PI (2° título)        | Comercial-PI Ferroviário-PI                    |                                                             |
| RJ     | Série A2          | Volta Redonda (4° título)       | Volta Redonda                                  | Angra dos Reis                                              |
| RJ     | Série B1          | CEAC/Araruama (1° título)       | CEAC/Araruama                                  | Angra dos Reis Campo Grande Rio São Paulo                   |
| RJ     | Série B2          | Barra da Tijuca (1° título)     | Barra da Tijuca Goytacaz                       | Campos Ceres Tigres do Brasil                               |
| RJ     | Série C           | Belford Roxo (1° título)        | Belford Roxo Rio de Janeiro                    |                                                             |
| RN     | Segunda Divisão   | Alecrim (1° título)             | Alecrim                                        |                                                             |
| RS     | Série A2          | Esportivo (4° título)           | Avenida Esportivo                              | Cruzeiro-RS São Paulo-RS                                    |
| RS     | Série B           | Monsoon (1° título)             | Bagé Monsoon                                   |                                                             |
| RO     | Segunda Divisão   | Vilhenense (1° título)          | Guaporé Ji-Paraná Vilhenense                   |                                                             |
| SC     | Série B           | Criciúma (1° título)            | Atlético Catarinense Criciúma                  | Blumenau Tubarão                                            |
| SC     | Série C           | Santa Catarina (1° título)      | Caçador Santa Catarina                         |                                                             |
| SP     | Série A2          | Portuguesa (3° título)          | Portuguesa São Bento                           | Osasco Audax Red Bull Brasil                                |
| SP     | Série A3          | Noroeste (2° título)            | Comercial Noroeste                             | Nacional-SP Olímpia                                         |
| SP     | Segunda Divisão   | Grêmio Prudente (2° título)     | Grêmio Prudente Itapirense                     |                                                             |
| SE     | Série A2          | Dorense (2° título)             | Dorense Estanciano                             |                                                             |
| TO     | Segunda Divisão   | Gurupi (2° título)              | Gurupi Tocantins de Miracema                   |                                                             |